# Seathrún Céitinn
Seathrún Céitinn, in inglese Geoffrey Keating e da qui Goffredo Keating (Ballylooby, 1569 – 1644), è stato un religioso, poeta e storico irlandese.

## La vita
Nato a Ballylooby, poco distante da Cahir nella contea di Tipperary, forse da una famiglia di origini normanne, si suppone che abbia iniziato i suoi studi a una scuola bardica a Burgess, tenuta dal clan dei Mac Craith nel South Tipperary. Come per gran parte dei suoi contemporanei cattolici, dovette recarsi all'estero per proseguire i suoi studi a causa delle leggi che proibivano ai cattolici l'insegnamento nei seminari.
Fu così che nel novembre del 1603 fu uno dei quaranta studenti che salparono diretti a Bordeaux per incarico del reverendo Diarmaid MacCarthy con lo scopo di intraprendere gli studi presso il collegio irlandese fondato a Bordeaux dal cardinale François de Sourdis, Arcivescovo di Bordeaux. Al suo arrivo in Francia scrisse la composizione poetica Farewell to Ireland, e alla notizia della celebre Fuga dei Conti compose il  Lament on the Sad State of Ireland. Dopo aver ottenuto il titolo di dottore in teologia all'Università di Rheims fu associato all'Università di Bordeaux, probabilmente in qualità di lettore. Fece ritorno in Irlanda nel 1610 e fu assegnato alla parrocchia di Lismore, nei pressi di Cahir, dove trascorse gran parte della sua vita. Tra il 1613 e il 1615 alcune note scritte da delatori riferiscono di "un certo dottor Céitinn nella contea di Tipperary". 
Sicuramente le prediche schiette di Céitinn devono aver contrariato enormemente i rappresentanti della  piccola nobiltà terriera di campagna, forse a causa della sua lotta contro il costume di ritardare la messa per aspettare i loro arrivo. Da questa supposta inimicizia è sorta una leggenda che vuole il Céitinn costretto a fuggire in una grotta nei pressi di Aherlow, per sottrarsi a un mandato di cattura, dove sarebbe vissuto in povertà.
Al di là di queste leggende si evince dalle sue opere che le sue attività di ricerca lo portarono in contatto con altri studiosi e che ebbe accesso a un vasto materiale bibliografico sia in latino che in inglese, come ai più importanti manoscritti in lingua irlandese.
Nel 1644 la Confederazione cattolica eresse una placca all'ingresso di un piccolo oratorio, chiamato Cillín Chiaráin, nella parrocchia di Tubbrid. La placca commemora Seathrún Céitinn, suggerendo così che la sua morte deve essere fatta risalire intorno a quel periodo.

## Le opere

### IlForas Feasa ar Éirenn
La sua opera principale, Foras Feasa ar Éirinn (letteralmente "Fondamenti per la conoscenza dell'Irlanda", più comunemente tradotta con  "Storia d'Irlanda") fu scritta in lingua irlandese e completata nel 1634, sotto il regno di Carlo I d'Inghilterra. Essa traccia la storia dell'Irlanda dalla creazione del mondo all'invasione normanna nel XII secolo.
Il trattato non ha la classica forma degli annali, ma scritto invece con una vivace narrativa storica  in elegante prosa irlandese. Essa riflette il punto di vista storico di un Old English che ha abbracciato le tesi della Controriforma e ha lo scopo principale di prendere le difese della sua terra natale dai biasimi di storici come Giraldo Cambrense, Fynes Morrison e Richard Stainhurst.
Secondo la studiosa Bernadette Cunningham, il Foras Feasa ar Éirinn è una delle cronache irlandesi più importanti e popolari mai scritte, capace di trasmettere l'idea dell'identità irlandese commista con l'identità cattolica. L'opera si diffuse ampiamente nella sua versione irlandese manoscritta, in quanto i dominatori inglesi ne osteggiarono la stampa, ma venne successivamente tradotta in inglese e latino a metà del XVII secolo.

### Opere minori
Il 1631 vide il completamento della sua serie di riflessioni morali sulla morte fisica e spirituale  in tre libri Trí bior-ghaoithe an bháis  ( Tre acuti strali della morte), ed il suo trattato sulla messa Eochair-sgiath an Aifrinn (In difesa della messa). Nel corso della sua carriera letteraria il Céitinn compose anche delle elegie in onore del clan dei Butler di Dunboyne e Knocktopher.
Sebbene si tratti di opere minori esse non sono da sottovalutare, in quanto dimostrano una profonda conoscenza dell'autore della lingua irlandese, così come della storia e delle leggende locali, e grazie a queste conoscenze le sue opere restano l'unica testimonianza di alcuni importanti eventi nella storia della chiesa irlandese del primo periodo. È tramite queste opere che siamo a conoscenza del Sinodo di Rathbreasail agli inizi del XII secolo quando l'Irlanda venne divisa per la prima volta nelle sue attuali diocesi.

## Opere di Céitinn
- Geoffrey Keating Foras Feasa ar Éirinn: the history of Ireland D.Comyn and P.S.Dineen (eds.) 4 vols. Irish Texts Society (London 1902-14).
- Geoffrey Keating Trí bior-ghaoithe an bháis: The three shafts of death ed. Robert Atkinson, LL.D. Royal Irish Academy (Dublin: 1890);
- Geoffrey Keating Stories from Keating's History of Ireland edited, with introduction, notes, and vocabulary by Osborn Bergin. Royal Irish Academy (Dublin: 1981)
- Geoffrey Keating Dánta, Amhráin is Caointe (Poems, Songs and Elegies), ed. Rev. John C. MacErlean, S.J. The Gaelic League (Dublin: 1900)
- Geoffrey Keating Eochairsciath an Aifrinn: An explanatory defence of the mass, ed. Patrick O'Brien (Dublin: 1898)
- Geoffrey Keating  "History of Ireland: Foras Feasa ar Eirinn" trans. O'Mahoney. 3 vols. Irish Genealogical Foundation (1980)
- Geoffrey Keating  Psaltair Mhuire, Richard Foley (ed.), in Irish Rosary, Dublin, August 1908-August 1909